# NGC 6974
NGC 6974 je dio ostatka supernove - difuzne maglice Ribarske mreže (Vela) u zviježđu Labudu. 
Ostatak Ribarske mreže (Vela, Petlje) tvore:
- NGC 6960 — zapadno - maglica Vještičina metla
- NGC 6979 — jugozapadno - Pickeringov trokut
- NGC 6992 — istočno - vlaknaste strukture
- NGC 6995 — sjeverno

## Vanjske poveznice
- (engl.) SEDS: NGC 6974
- (engl.) Hartmut Frommert: Revidirani Novi opći katalog
- (engl.) Izvangalaktička baza podataka NASA-e i IPAC-a
- (engl.) Astronomska baza podataka SIMBAD
- (engl.) VizieR
- (engl.) Auke Slotegraaf: NGC 6974 Deep Sky Observer's Companion
- (engl.) NGC 6974  Arhivirana inačica izvorne stranice od 1. srpnja 2015. (Wayback Machine) DSO-tražilica
- (engl.) Courtney Seligman: Objekti Novog općeg kataloga: NGC 6950 - 6999